# Bibimys
Bibimys és un gènere de rosegadors de la família dels cricètids. Habita el Con Sud de Sud-amèrica.
Aquest gènere fou descrit l'any 1979 pel zoòleg argentí Elio Massoia.
Les tres espècies tenen poblacions distanciades per centenars de quilòmetres. Les proves fòssils han demostrat que el gènere ha patit una recent contracció de la seva distribució, cosa que permetria explicar que, segons anàlisis filogenètiques, les tres presenten baixos nivells de variació morfològica i genètica.
Les seves espècies es distribueixen des del Brasil i el Paraguai fins al centre-est de l'Argentina. Habiten armenteres altes prop de l'aigua, aiguamolls, boscos humits i selves de galeria.